# Daniel Hetzer

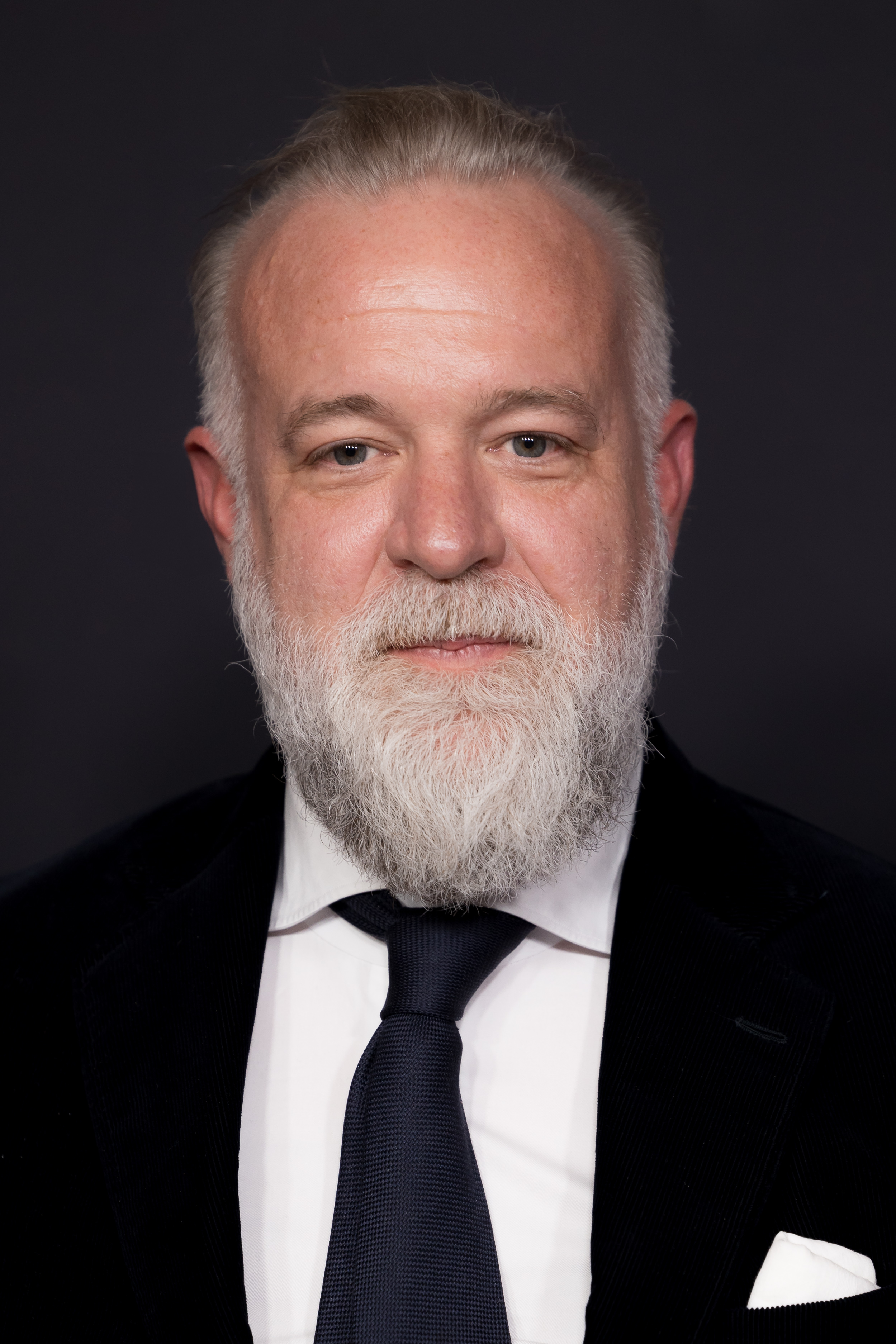
Daniel Hetzer (2024)

Daniel Hetzer (* 1974 in Lemgo) ist ein deutscher Film- und Fernsehproduzent.

## Leben
Noch während seines Studiums an der Universität Köln hat Daniel Hetzer u. a. mit Regisseur- und Drehbuchautor Till Franzen und Film- und Fernsehproduzent Felix Blum 2000 die discofilm GmbH in Köln mitgegründet, die Werbefilme, Musikvideos und Arthouse-Filme produzierte. Zu den bekanntesten Produktionen gehörten der Spielfilm Die blaue Grenze mit Hanna Schygulla und Antoine Monot Jr. sowie der Dokumentarfilm Der große Ausverkauf, der 2009 mit dem Grimme-Preis prämiert wurde.
Von 2003 bis 2007 hat Daniel Hetzer das internationale Geschäft der action concept ausgebaut, die mit RTL-Serien wie Alarm für Cobra 11 – Die Autobahnpolizei weltweit Erfolge feierte.
Von 2008 bis 2010 war Daniel Hetzer für das Hollywood-Studio 20th Century Fox Television Studios tätig und war mitverantwortlich für die internationale Ko-Produktion des Studios von US-Serien wie „Persons Unknown“.
Seit 2011 ist Daniel Hetzer unabhängiger Filmproduzent. In Partnerschaft mit der hands-on-producers GmbH hat er Kinofilmproduktionen wie Rush – Alles für den Sieg von Oscar-Preisträger Ron Howard,  Collide u. a. mit Felicity Jones und Anthony Hopkins und Der Hauptmann von Regisseur Robert Schwentke koproduziert.
Daniel Hetzer ist Mitglied der International Academy of Television Arts & Sciences.
Daniel Hetzer machte das Abitur an der Schule Schloss Salem und studierte an der Universität Köln Rechtswissenschaften und Volkswirtschaftslehre. An der Universität St. Gallen (HSG) absolvierte er seinen Master of Business Administration. Daniel Hetzer lebt und arbeitet in Köln und Los Angeles.

## Filmografie
- 2024: Constellation (series producer)
- 2021: München – Im Angesicht des Krieges (executive producer)
- 2017: Der Hauptmann (executive producer)
- 2016: Collide (producer – produced by)
- 2015: Boy 7 (producer: Hands-On Producers)
- 2013: Rush - Alles für den Sieg (co-producer)
- 2010: Persons Unknown (TV-Serie) (studio executive – 13 Folgen)
- 2009: Defying Gravity – Liebe im Weltall (TV-Serie) (studio executive – 13 Folgen)
- 2009: Mental (TV-Serie) (studio executive – 13 Folgen)
- 2007: Der große Ausverkauf (Consulting producer)
- 2004: Status Yo! (Executive producer)